# Народ
Народ је вишезначни појам, који у зависности од контекста употребе може означавати различите врсте људских заједница. Према терминолошкој класификацији у области друштвених наука, разликују се два основна значења овог појма: народ као етнос (етнички народ) и народ као демос (демотски народ - становништво). Поред ових основних значења, појам народ може имати и многа друга значења, која се обликују према разноврсним критеријумима, чиме настају изрази са специфичним, симболичним или пренесеним значењима, као што су: политички народ, конститутивни народ, већински народ, мањински народ, православни народ, радни народ и други слични изрази.

## Народ као етнос: етнички народ
У српском језику, појам народ најчешће се употребљава у етничком контексту, ради означавања етничких народа, као што су: српски народ или руски народ. Таквом употребом, народ се дефинише као заједница коју чине сви људи које спаја заједнички етнички идентитет, независно од просторних, временских или било којих других критеријума. У том (етничком) смислу, српски народ чине сви Срби, независно од тога где живе и без обзира на то када су живели, чиме се у оквирима српске народне заједнице остварује трајна веза између, на пример: кнеза Часлава, светог Саве, владике Његоша, Николе Тесле и сваког другог Србина, било из прошлости или садашњости. Такво (етничко) поимање народа заснива се на заједничкој историјској и културној баштини, те стога не подлеже бившим или садашњим територијално-политичким поделама. У том смислу, за личну припадност етничком народу небитно је место живљења или држављанство, пошто сваки припадник етничког народа поседује свој лични етнички идентитет и чува га потпуно независно од других својстава и категорија, као што је на пример поседовање држављанства матичне или неке стране државе.

## Народ као демос: становништво
У најширем значењу, појам народ означава целокупно становништво на некој територији, независно од било каквих етничких, језичких, религијских или било којих других подела. У терминологији друштвених наука, за означавање народа као становништва користи се појам демос (стгрч. δῆμος), чиме се у појмовној равни наглашава суштинска разлика између демоса (становништва) и етничког народа, односно етноса (стгрч. ἔθνος). Управо на таквом терминолошком разграничењу почивају и разлике између појмова који се односе на народ као демос (становништво), а граде са основом демо- (демократија, демографија) и специфичних појмова који се односе на народ као етнос, а граде са основом етно- (етнократија, етничке студије).
Према подацима из 2012, глобални однос полова је отприлике 1,01 мушкарца на 1 жену. Отприлике 26,3% светске популације је млађе од 15 година, док је 65,9% старосне доби од 15 до 64 године, а 7,9% је старо 65 или више година. Просечна старост светске популације се процењује на 31 годину 2020. године, и очекује се да ће порасти на 37,9 година до 2050. године.
Према Светској здравственој организацији, глобални просечан животни век је 73,3 године од 2020. године, при чему жене живе у просеку 75,9 година, а мушкарци приближно 70,8 година. У 2010. години, глобална стопа фертилитета процењена је на 2,44 деце по жени. У јуну 2012, британски истраживачи су израчунали укупну тежину људске популације на Земљи на приближно 287 million tonnes (630 billion pounds), са просечном особом од око 62 kg (137 lb).
ММФ је проценио номинални бруто светски производ за 2021. на 94,94 билиона долара, што даје годишњи глобални број по глави становника од око 12.290 америчких долара. Око 9,3% светске популације живи у екстремном сиромаштву, издржавајући се са мање од 1,9 УСД дневно; око 8,9% је неухрањено.. 87% особа у свету старијих од 15 година сматра се писменим. Према подацима из априла 2022. године, било је око 5 милијарди глобалних корисника Интернета, што чини 63% светске популације.
Хан Кинези су највећа појединачна етничка група на свету, која је чинила преко 19% глобалне популације у 2011. години. Највише коришћени језици на свету су енглески (1.132Б), мандарински кинески (1.117Б), хинди (615М), шпански (534М) и француски (280М). Више од три милијарде људи говори један од индоевропских језика, што је највећа породица језика по броју говорника. Стандардни арапски је језик без изворних говорника, али се укупан број говорника процењује на 274 милиона људи.
Највеће верске категорије у свету од 2020. године процењене су на следећи начин: хришћанство (31%), ислам (25%), неповезани (16%) и хиндуизам (15%).

## Остала значења
У друштвеним наукама често се користи и појам политички народ, који има специфична историјска значења. Тако се, на пример, у античким државама сматрало да право на учешће у политичком животу имају само становници са грађанским правима, док су сви остали становници (припадници покорених народа и робови) били без таквих права, те стога нису били део политичког народа. У средњем веку, политички народ су чиниле само оне скупине чији су представници имали право учешћа на државним саборима (племство, црквени великодостојници и представници слободних градова), док сви остали становници (највећи део становништва - зависни сељаци) били без таквих права, те стога нису припадали политичком народу. Тек од времена првих грађанских револуција (енглеске, америчке, француске) развија се шири концепт политичког народа, који је пуну афирмацију добио тек у 20. веку, када су процесом увођења општег бирачког права поред мушкараца биле обухваћене и жене.